# Mark Cousins
Mark Cousins (Coventry, 3 de mayo de 1965) es un cineasta y escritor norirlandés. Es especialmente conocido por su documental de 15 horas de duración The Story of Film: An Odyssey ( La historia del cine: Una odisea) . En 2018 presentó Women Make Film: A New Road Movie Through Cinema, una historia del cine sólo a partir de películas dirigidas por mujeres que aborda el trabajo de 700 películas y 183 directoras. Desde 2019 es miembro de la Real Sociedad de Edimburgo. 

## Biografía
Él y su hermano gemelo nacieron en Coventry a 30 km al este de Birmingham donde sus padres se habían mudado por cuestiones de trabajo desde Irlanda del Norte donde poco después del nacimiento de sus hijos regresaron. Se crio en Ballymena, asistió a la Escuela de Gramática de St. Louis
Estudió en un colegio católico y explica que las clases de literatura inglesa se le atragantaban pero en cambio le gustaba zambullirse durante horas entre fotografías. El cine fue un temprano refugio para él. Años después se graduó en cine, televisión y arte en la Universidad de Stirling donde se doctoró en 2014.

### Trayectoria profesional

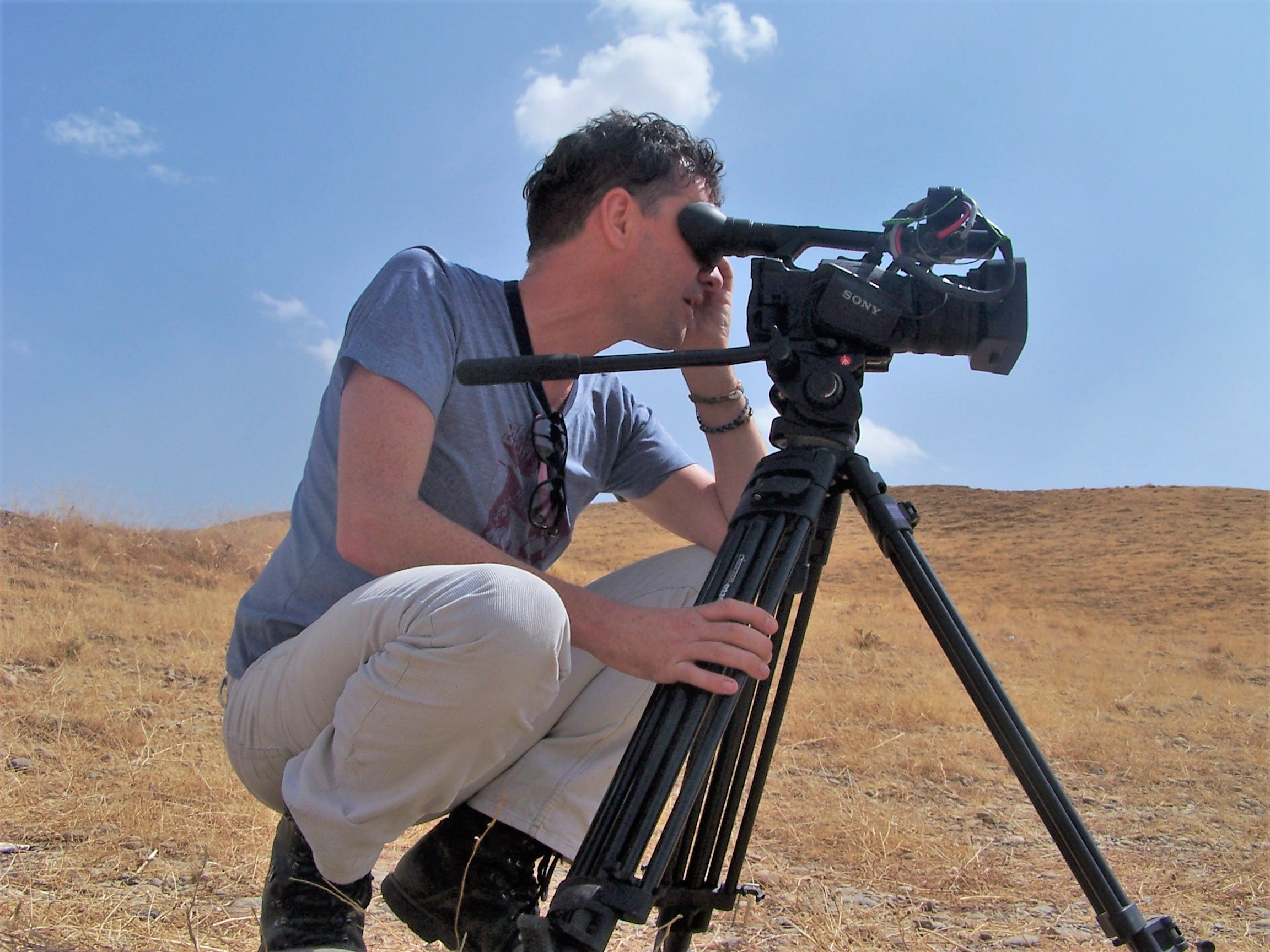
Mark Cousins filmando en el Kurdistán iraquí (2003)

Entre 1997 y 2000 presentó la serie de películas de culto de la BBC dentro del programa Moviedrome y en la serie de televisión Scene by Scene y entrevistó a cineastas como Martin Scorsese, Steve Martin, Bernardo Bertolucci, Jeanne Moreau, Woody Allen, Rod Steiger e incluso a David Lynch.

En 2009, Cousins y la actriz y directora de cine Tilda Swinton inspirados por el documental Burden of Dreams que narra las penurias por las que pasó Werner Herzog rodando Fitzcarraldo, pusieron en marcha el proyecto de recorrer los caminos de las Tierras Altas de Escocia empujando un cine sobre ruedas, de treinta y siete toneladas, para proyectar películas en los pueblos del lugar, configurando el festival de cine itinerante más inusual del mundo. El festival de cine independiente itinerante fue destacado en un documental llamado Cinema is Everywhere . El festival se repitió en 2011. Con Swinton también creó la Fundación 8½ con el objetivo de introducir a niños y niñas en el universo cinematográfico. 

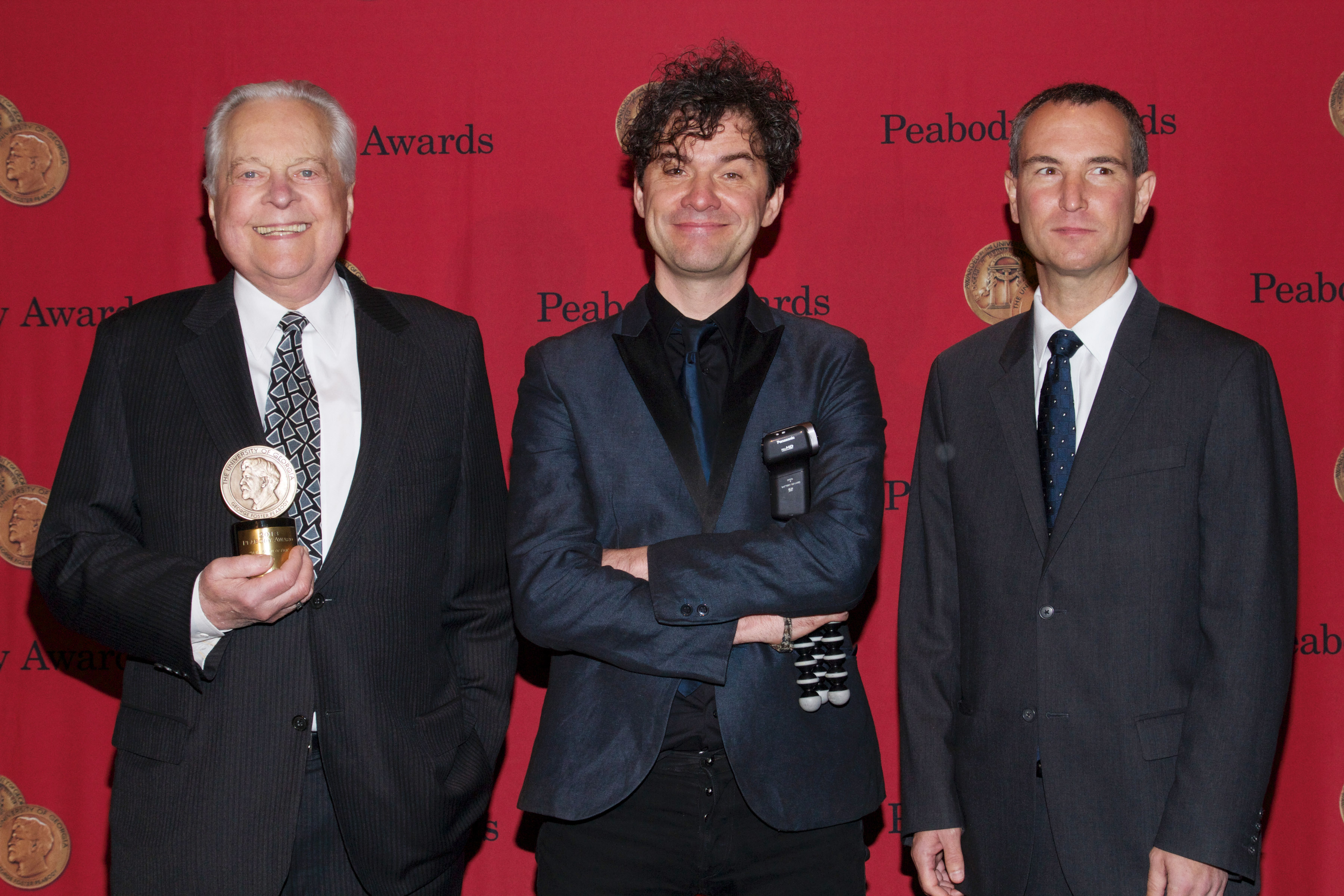
Robert Osborne, Mark Cousins y el vicepresidente senior de TCM Charles Tabesh en 2014, con el Premio Peabody que TCM recibió por su presentación de The Story of Film: An Odyssey

En 2011 se estrenó su trabajo más conocido: La historia del cine: Una odisea (The Story of Film: An Odyssey)  emitida en televisión en 15 capítulos de una hora en el canal More4, presentada en el Festival Internacional de Cine de Toronto 2011. En septiembre de 2013, comenzó a emitirse en el canal de televisión estadounidense Turner Classic Movies . Basándose en su exhaustiva biblioteca de películas, TCM complementó cada episodio con cortometrajes relevantes y largometrajes que van desde lo familiar hasta lo poco visto. TCM recibió el Premio Peabody 2013 "por su investigación inclusiva y con anotaciones únicas de la historia del cine mundial"   y han sido proyectadas en el MOMA de Nueva York, en el Festival Internacional de Cannes y alrededor de todo el mundo. 
Después de The Story of Film, el siguiente proyecto de Cousins fue intencionalmente un trabajo a pequeña escala: What Is This Film Called Love? un diario auto-fotografiado de su caminata de tres días por la Ciudad de México, acompañado de su conversación imaginada con una foto de Sergei Eisenstein. Otro documental de bajo presupuesto, producido rápidamente, Here Be Dragons, cubrió un corto viaje de observación de películas que hizo a Albania, un trabajo que también fue mal recibido considerando indulgente y hecho "al azar". 6 Desires: DH Lawrence and Sardinia se estructura en torno a una carta imaginada de Cousins al autor DH Lawrence, quien escribió sobre una visita a Cerdeña en 1921. Life May Be fue una colaboración con la directora de cine y actriz iraní Mania Akbari, nuevamente utilizando los dispositivos estructurales familiares de cartas, imágenes de viajes y comentarios de voz de Cousins.
A Story of Children and Film (Una historia de niños y cine) fue mejor recibida. Sus orígenes se encuentran en algunas imágenes que filmó de su sobrina y sobrino jugando y se convirtió en un documental sobre la representación de niños en el cine.
Posteriormente, Cousins produjo I Am Belfast, en la que la ciudad es personificada por una mujer de 10.000 años. Algunas partes de la película  con una partitura del compositor de Belfast David Holmes, se proyectaron en el Festival de Cine de Belfast 2014. También preparó en una edición de tres horas de The Story of Film, sobre el tema de los documentales, titulada Dear John Grierson .
En 2018 publicó el libro Historia y arte de la mirada, un ensayo literario y gráfico.  
También en 2018 presentó el documental Women Make Film: A New Road Movie Through Cinema un documental de 240' de duración que recoge 13 décadas de cine realizado por mujeres.
En 2019 Cousins fue elegido miembro de la Royal Society of Edinburgh

## Vida personal
Desde 1984 mantiene una relación con el psicólogo Gill Moreton a quien conoció en Stirling; viven en Edimburgo.

## Filmografía
- La primera película (director, 2009)
- La historia del cine: una odisea (director y presentador, 2011)
- ¿Qué se llama esta película? . . ¿Amor? (director, 2012)
- Una historia de niños y cine (director, escritor, 2013)
- Here Be Dragons (director, escritor, 2013)
- 6 Deseos: DH Lawrence y Cerdeña (director, guionista, 2014)
- Life May Be (codirector, coguionista con Mania Akbari, 2014)
- Atomic, Living in Dread and Promise (director, 2015)[32]
- I Am Belfast (director, escritor, 2015)
- Estocolmo, My Love (director, coguionista con Anita Oxburgh, 2016)

- Los ojos de Orson Welles (director, guionista, narrador, 2018)

- Women Make Film: A New Road Movie Through Cinema [33] (director, 2018)

## Publicaciones
- Imagining Reality: The Faber Book of Documentary (2005) coautor con Keevin MacDonald
- The story of Film (2011) Libro y DVD
- Historia y arte de la mirada (2018)

## Premios y reconocimientos
- Peabody Award
- Prix Italia
- Stanley Kubrick Award